# Mojolangu
Mojolangu is een bestuurslaag in het regentschap Malang van de provincie Oost-Java, Indonesië. Mojolangu telt 24.103 inwoners (volkstelling 2010).